# Zaiyi

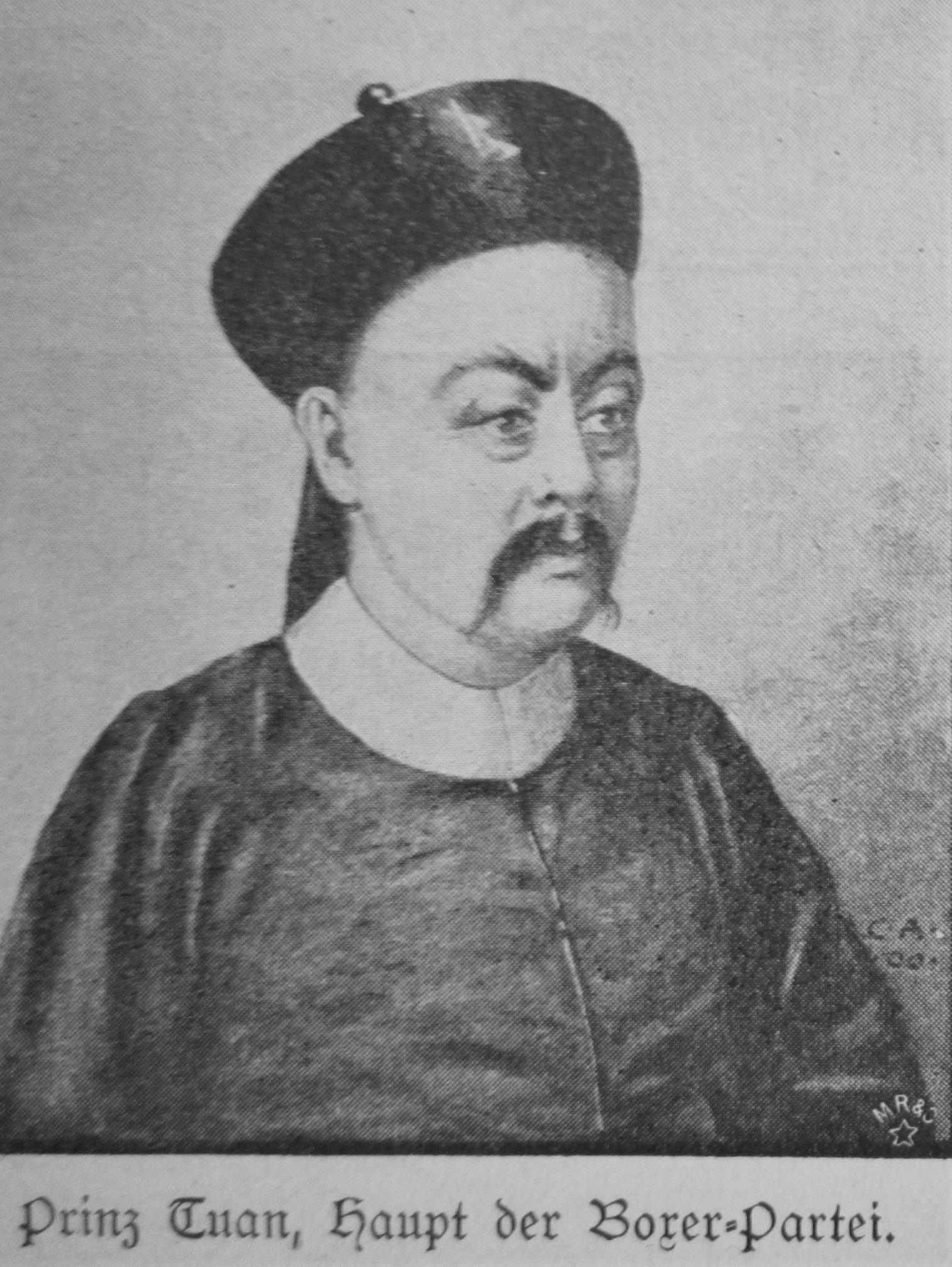
Prinz Zaiyi Tuan, jefe del partido bóxer en China

Zaiyi (en chino, 載漪; pinyin, Zǎiyī; manchú: ᡯᠠᡳᡳ; dzai-i; 26 de agosto de 1856 - 10 de enero de 1923), más conocido por su título de Príncipe Duan (o Príncipe Tuan, en chino, 端郡王), fue un príncipe manchú y estadista de finales de la dinastía Qing.
Zaiyi fue uno de los líderes de la facción conservadora y antioccidental del gobierno Qing de finales del siglo XIX. Es sobre todo conocido por ser uno de los líderes de la Rebelión de los Bóxers de 1899-1901. Tras el fracaso de la misma, se exilió a Ningxia, donde murió en 1923 como uno de los líderes del tradicionalismo chino. 

## Primeros años y carrera
Zaiyi nació en seno del clan Aisin Gioro, el clan imperial Qing, como segundo hijo de Yicong (Príncipe Dun), el quinto hijo del Emperador Daoguang. Su familia estaba bajo el Estandarte Blanco de los Ocho Estandartes. Fue adoptado por su primo del padre, Yizhi (奕誌; 1827-1850), que no tenía ningún hijo que heredara su título de Príncipe Rui. En 1861, Zaiyi fue nombrado beile (duque), antes de suceder a Yizhi como junwang (príncipe de segundo rango) bajo el título de "Príncipe Duan de segundo rango" (端郡王) en 1894.
Zaiyi pertenecía a la facción conservadora de la corte imperial china. Se puso del lado de la emperatriz viuda Cixi y se opuso al movimiento de la reforma de los cien días iniciado por el emperador Guangxu y sus aliados en 1898. Tras el aplastamiento del movimiento reformista, en 1899 la emperatriz viuda Cixi designó al hijo del príncipe Duan, Puzhuan (溥儁; 1875-1920), como primer príncipe (大阿哥) en su plan para deponer al emperador Guangxu y sustituirlo por Puzhuan. Sin embargo, como los embajadores de otros países no reconocieron la legitimidad de Puzhuan, la emperatriz viuda se vio obligada a abandonar su plan.<

## Papel en la Rebelión de los Bóxers
Destacado político conservador y fuertemente antiextranjero, el príncipe Duan fue uno de los principales partidarios de la Sociedad de la Justicia y la Concordia (義和團; "Boxers") durante la Rebelión de los Bóxers de 1899-1901. Organizó un encuentro entre la emperatriz viuda Cixi y el líder bóxer Cao Futian. En 1899, el príncipe Duan creó sus propias fuerzas armadas privadas, el Cuerpo del Tigre y la Divinidad, que formaba parte de las diversas fuerzas abanderadas manchúes modernizadas. Durante la crisis de junio de 1900, dirigió el Zongli Yamen (Oficina de Asuntos Exteriores) y comandó a los bóxers que asediaron la Catedral de Beitang. También estuvo al mando de la Fuerza de Campo de Pekín contra las fuerzas de la Alianza de las Ocho Naciones. El hermano menor del príncipe Duan, Zailan (載瀾), fue también uno de los líderes de la Rebelión de los Bóxers.
El príncipe Duan cayó en desgracia con los imperiales tras la derrota de los bóxers, y el gobierno Qing, con el príncipe Qing y otros moderados a la cabeza, se vio obligado a ponerse del lado de la Alianza de las Ocho Naciones contra los bóxers. La victoriosa Alianza de las Ocho Naciones señaló al príncipe Duan como uno de los autores intelectuales de la rebelión. En 1902, el gobierno Qing emitió un decreto imperial que condenaba al príncipe Duan por su participación en la Rebelión de los Bóxers. El príncipe Duan y su familia fueron exiliados a Xinjiang. Según la dama de compañía de la emperatriz viuda Cixi, Yu Deling, la emperatriz viuda culpó al príncipe Duan de la crisis de los bóxers y de haber emitido un decreto imperial que ordenaba el asesinato de todos los extranjeros sin su autorización y conocimiento.

## Vida en el exilio y breve regreso a Pekín
El príncipe Duan no acabó en Xinjiang durante su exilio. En su lugar, fue a Alashan, al oeste de Ningxia, y vivió en la residencia de un príncipe mongol. Hacia 1911, se trasladó a Ningxia durante la Revolución de Xinhai, cuando los musulmanes tomaron el control de Ningxia. Después, se trasladó a Xinjiang con Sheng Yun.
El príncipe Duan vivió en el exilio hasta 1917, cuando el general Zhang Xun restauró brevemente a Puyi, el último emperador Qing que había abdicó en 1912, en el trono imperial. Fue considerado un héroe nacional por la élite gobernante debido a su agresiva postura antiextranjera. El gobierno de Beiyang de la República de China le invitó a volver a Pekín y cooperó con él. Sin embargo, el odio del príncipe Duan hacia lo que se consideraba ajeno a China nunca cambió. Se negó a comer cuando un oficial militar le organizó una fiesta al estilo occidental. También se enfadaba cuando se enteraba de que sus nietos viajaban en tren, porque creía que los trenes eran objetos ajenos a China. Los extranjeros se enfurecieron cuando se enteraron de que el príncipe Duan había regresado a Pekín, y comenzaron a protestar ante el gobierno de Beiyang. Como resultado, el príncipe Duan se trasladó de nuevo a Ningxia y vivió el resto de su vida allí. El gobierno de Beiyang, atendiendo a sus dificultades financieras, le aumentó el estipendio en un 50%. A finales de 1922 se trasladó a Pekín para atender el funeral de su hijo Pujun, pero cayó enfermo y murió en Pekín a comienzos de 1923.

## Artes marciales
El príncipe Duan dejó su nombre en la historia de las artes marciales chinas. Yang Luchan, el fundador del estilo Yang de taichí, y otros famosos artistas marciales fueron patrocinados por el príncipe Duan. Fue en la residencia del príncipe donde se hicieron copias de un texto clásico seminal de cuarenta capítulos sobre los principios del taichí para el hijo de Luchan, Yang Banhou, así como para Wu Quanyou, el primer maestro del estilo Wu.

## Familia
El Príncipe Duan era primo del emperador Guangxu porque el padre biológico del emperador, el Príncipe Chun, era el séptimo hermano del Príncipe Dun, padre biológico del Príncipe Duan. El príncipe Duan también tenía una serie adicional de vínculos familiares con el emperador Guangxu: su esposa, Jingfang, del clan Yehenara, era la tercera hija de Guixiang (桂祥), el hermano menor de la emperatriz viuda Cixi. La segunda hija de Guixiang, Jingfen, fue la emperatriz consorte del emperador Guangxu.
Sin embargo, el libro Genealogía de la familia Aisin Gioro (愛新覺羅宗譜) no confirma que la esposa del príncipe Duan fuera Jingfang, sobrina de la emperatriz viuda Cixi. La esposa principal del príncipe Duan era la hija de Shaochang (紹昌) del clan Irgen-Gioro (伊爾根覺羅氏). Dio a luz al hijo mayor del príncipe Duan, Puzhuan (溥僎). La esposa secundaria del príncipe Duan era la hija de Gongsangzhu'ermote (貢桑朱爾默特), un jasagh' – esto es, un príncipe del clan mongol de los Borjigin (descendientes de Kublai Khan). Esta princesa dio a luz a Pujun (溥儁), el segundo hijo del príncipe Duan.

## Representaciones en los medios de comunicación
El príncipe Duan fue representado por el actor australiano Robert Helpmann en la película histórica estadounidense de 1963 55 días en Pekín.

## Literatura
- Retrato del Príncipe Tuan, líder del Partido Bóxer en China, en: Deutscher Hausschatz, XXVI, 1899/1900, nº 46, p. 861-864 (Retrato: p. 862).